# 豊前駅
豊前駅（ぶぜんえき）は、秋田県平鹿郡平鹿町浅舞豊前（開業時は旧・平鹿郡浅舞町豊前、現・横手市平鹿町浅舞豊前）にあった羽後交通横荘線（旧・横荘鉄道）の駅（廃駅）である。横荘線の廃線に伴い1971年（昭和46年）7月20日に廃駅となった。

## 歴史
- 1928年（昭和3年）7月11日：横荘鉄道浅舞駅 - 羽後里見駅間に新設開業[1][2][3][4]。旅客のみ取扱い[4]。
- 1944年（昭和19年）6月1日：鉄道会社名を羽後鉄道に改称。路線名を横荘線に制定。それに伴い羽後鉄道横荘線の駅となる[1][2][5]。
- 1947年（昭和22年）
  - 7月23日：豪雨による路盤及び橋脚損壊により横荘線全区間運休、当駅も営業休止となる[3][6]。
  - 7月29日：横手駅 - 舘合駅間が復旧、当駅も営業再開となる[3][6]。
- 1952年（昭和27年）2月15日：鉄道会社名を羽後交通に改称。それに伴い羽後交通横荘線の駅となる[1][2][3][5]。
- 1971年（昭和46年）7月20日：横荘線の廃線に伴い廃止となる[1][2][3][5]。

## 駅構造
廃止時点で、単式ホーム1面1線を有する地上駅であった。ホームは線路の南側（老方方面に向かって左手側）に存在した。転轍機を持たない棒線駅となっていた。
無人駅となっており、駅舎は無いがホーム西側出入口附近に待合所を有した。待合所は長方形の建物の上に大きな片流れ屋根が覆い被さった独特な作りであった。ホームは老方方にスロープを有し駅施設外に連絡していた。

## 駅周辺
周囲は水田であった。
- 国道107号（本荘街道）

## 駅跡
1996年（平成8年）時点では、浅舞駅跡附近から当駅跡附近を含む沼館駅跡附近までの線路跡は農免道路となっていた。2007年（平成19年）5月時点、2010年（平成22年）時点でも同様であった。

## 隣の駅
羽後交通
横荘線
浅舞駅 - 豊前駅 - 羽後里見駅